# Lotta continua

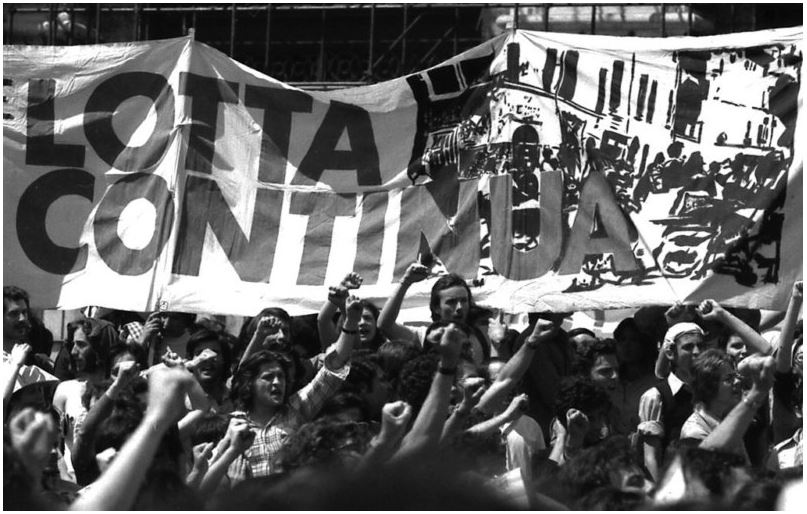
Une manifestation de Lotta continua en 1973.

Logo

Lotta continua (Lutte continue) est l'une des plus importantes organisations de la « gauche extraparlementaire » italienne de la fin des années 1960 jusqu'au milieu des années 1970. 
Il s'agit de la principale organisation de tendance opéraïste, aux côtés de Potere operaio. 
Au départ, suivant les principes de la théorie opéraïste, Lotta continua prône la stratégie de l'insurrection ouvrière : celle-ci doit naître spontanément à partir des luttes dans les usines, puis, dans un deuxième temps seulement, la lutte armée devrait surgir sui generis d'un affrontement inéluctable avec l'État. Mais peu à peu, l'organisation va changer sa stratégie et passer aux actions armées. La plus célèbre est l'assassinat du policier Luigi Calabresi en 1972.

## Histoire

### La période 1969-1972

#### Les contexte de l'automne 1969
Lotta continua est créé en septembre 1969 par « des militants du groupe Potere Operaio pisano, des militants étudiants de Turin et de Venise, et des groupes de  Porto Marghera, Bologne, Naples sur une base idéologique composite : anti-stalinisme, spontanéisme, opéraïsme et maoïsme ».
Le contexte italien est alors à des grèves très radicales, hors des syndicats, avec occupations, cortèges internes, mais aussi des « corridor de la honte » et autres opérations punitives à l’encontre des agents de maîtrise. Ces grèves sont considérées comme « le modèle des jacqueries dans l’entreprise », auxquelles les syndicalistes se joignent peu à peu. Entre septembre et décembre 1969, près de 10 000 ouvriers et responsables syndicaux seront inculpés pour violence, alors que l'agitation dure depuis un an et demi.

#### Les prémices du printemps 1968

##### Les grèves chez Fiat, Pirelli, Italsider et Marzotto
Dans le triangle industriel du nord de l’Italie, les quatre premiers mois de 1968 avaient été en effet déjà été marqués par de nombreuses grèves, à la Fiat de Turin ou à l’Italsider ou encore dans les textiles Marzotto à Valdagno, en Vénétie, où le conflit prend un tour violent : 42 arrestations. En juin, des ouvriers de Pirelli à Milan, mécontents de l’accord direction/syndicats fondent le premier Comité unitaire de base (CUB) hors de tout contrôle syndical. Dans ces comités se mêlent étudiants et ouvriers : ce sont les groupes « Lega degli studenti » et « Degli operai » de Gênes en février 1968, ou encore le groupe « Avanguardia Operaia », né en 1967 de la rencontre de militants trotskystes de la IVe Internationale et d'ouvriers de Sit-Siemens et Pirelli.

#### La bataille étudiante de Valle Giulia le1ermars
La Bataille de Valle Giulia entre des étudiants et la police, le 1er mars 1968, est considérée comme l'un des signes avant-coureurs des années de plomb. Les premiers tentent alors de reconquérir la faculté d'Architecture de l'Université de Rome, que la police occupe depuis la veille après en avoir délogé les étudiants à la suite de l'occupation des locaux. Le 1er mars, environ 4 000 personnes se rassemblent Piazza di Spagna. De là, le cortège se sépare en deux : une partie se rend à la cité universitaire tandis que la majorité des étudiants se dirige vers Valle Giulia avec l'intention d'occuper à nouveau la faculté que la police avait investie. La bataille fait 148 blessés parmi les forces de l'ordre et 478 chez les étudiants, il n'y a paradoxalement que quatre arrestations. Huit véhicules de police ont été incendiés et cinq pistolets pris aux agents.

#### Les événements d'avril 1969
La tension reprend l'année suivante, cette fois dans le sud de l'Italie. Le 9 avril 1969 à Battipaglia, Carmine Citro, typographe et Teresa Ricciardi, enseignante, sont tués par les forces de l'ordre pendant une manifestation contre la fermeture d'une usine de tabacs. La police occupait militairement la ville, la plaçant en état de siège et sous la pression des grenades lacrymogènes. Le lendemain, dans toute l'Italie, les événements de Battipaglia provoquent une vague de colère populaire et 12 millions de salariés se mettent en grève. Toute la province de Salerne est bloquée pendant 24 heures. Des violences sont rapportées à Rome, à Florence et à Milan.
Puis le 25 avril 1969, une bombe éclate à Milan, dans le pavillon Fiat de la Foire, causant plusieurs blessés graves
Du jour au lendemain, la plupart des opinions publiques à l’extérieur de l’Italie crurent qu’il s’agissait là d’un signe avant-coureur, sinon de la révolution, du moins de troubles graves qui allaient rapidement s’étendre d’un bout à l’autre de la péninsule.

#### Automne 1969: syndicalistes et comités de base
La révolte gagne ainsi les grandes concentrations industrielles lors de « l’automne chaud » de 1969, à la surprise des responsables syndicaux car de 1953 à 1968, toutes les grèves avaient échoué et les conquêtes de la Libération (conseil de gestion, liberté de réunion et des activités politiques notamment) avaient été effacées. Ceux-ci réagissent plutôt bien et les relations entre syndicats et extrême gauche sont assez bonnes jusqu’en 1972, malgré l'activisme des seconds. À partir de 1972, les premiers tentent de reprendre la main car les mouvements s'essoufflent. Parallèlement, la violence est de plus en plus organisée. Un premier groupe armé est fondé en 1969 par l’éditeur Feltrinelli, les Gruppi di azione partigiana (GAP), puis les Brigades Rouges (BR) sont créées en 1970. Elle culminera en 1972, comme en Allemagne et en France.

### Les dirigeants
Dans la continuité idéologique et territoriale avec le « Pouvoir ouvrier » pisan, les dirigeants principaux sont Adriano Sofri (chef de l'organisation), Mauro Rostagno, Guido Viale, Giorgio Pietrostefani, Paolo Brogi et Marco Boato et l'écrivain Erri De Luca. Au plus fort de son existence, le nombre de ses « militants » est proche de 30 000 selon l'organisation elle-même.

### Positionnement politique et relations internationales
Stéphane Gatti, étudiant au Centre universitaire de Vincennes, se souvient que les étudiants étaient totalement fascinés par « tous ces mots d'ordre qui fonctionnaient en France (et qui) étaient des mots d'ordre de Lotta Continua sur la Fiat ». L'année suivante, il est présent à un congrès de Lotta Continua, où étaient présentes les trois organisations, ainsi que des gens de toute l‟Europe. Le journal de la Gauche prolétarienne française, La Cause du peuple, s'y intéresse particulièrement dans un article du numéro daté d'avril-mai 1969, titré « L'essor du mouvement révolutionnaire en Italie ». Son directeur André Glucksmann passera un mois à Milan en 1972 pour étudier le paysage politique. 
Lors des Grèves de l'industrie automobile française de 1971, « La révolution culturelle entre dans les usines » scande une lettre de « camarades de Renault-Flins de 23 pays », publiée aux côtés d'un article de deux pages dans Lotta continua, et titrée « Fiat-Renault, même lutte ». 
Autre similarité avec le mouvement maoïste français, alors actif dans les prisons, un article du 16 décembre 1971 titré « Détenus en lutte » estime que « la prison est l'école de la Révolution ».
Cette première période, jusqu'en 1972, fut caractérisée par une forte connotation mouvementiste et spontanéiste (mao-spontex). La forte réorganisation qui suivit porta à un remarquable recentrage de l'organisation jusqu'en 1974, quand l'ouverture aux nouveaux mouvements sociaux ne résista pas au changement de climat politique de la seconde moitié des années 1970.

### Le passage deLotta continuaà la lutte armée

#### L'affaire de la Piazza Fontana à Milan
Le mouvement et son journal sont persuadés que l'Italie va être l'objet d'un coup d'État militaire, du type de celui survenu en Grèce en 1967. Lorsque est commis l'Attentat de la piazza Fontana à Milan le 12 décembre 1969, qui fait 16 morts et 88 blessés, Lotta Continua affirme qu'il s'agit d'un signal avant-coureur du coup d'État. Au cours de l'enquête, le cheminot anarchiste Giuseppe Pinelli fait une chute mortelle du quatrième étage de la Préfecture de police, où il était interrogé en tant que suspect. Cet incident sera le thème de la pièce de théâtre Mort accidentelle d’un anarchiste de Dario Fo. 
La suite de l'enquête voit l'arrestation de 40 000 personnes. Les mouvements de gauche considèrent que l'attentat et la répression qui le suit seraient les prémices d’une évolution autoritaire en Italie. En effet, au cours de la même période, commence une longue série d'attentats, souvent désignés dans la presse comme des « massacres d’État », en raison d'hypothèses sur une collusion entre une partie des services secrets avec certains groupes d’extrême droite :
- attentat contre un train à Gioia Tauro le 22 juillet 1970 (6 victimes, 50 blessés)[2] ;
- explosion d’une bombe au passage d’un cortège antifasciste le 28 mai 1974 (8 morts, 94 blessés)[2].

Selon la presse de gauche de l'époque, entre 1969 et 1975, 83 % des faits dits de violence politique auraient été imputables aux groupes d’inspiration néo-fasciste.

#### La voie de l'insurrection armée
L'année 1972 voit l’accélération du projet insurrectionnaliste de l'autre grande organisation opéraïste, Potere Operaio, et les logiques de surenchère entre organisations qui entraînent la parenthèse militariste de LC, l'une répondant de toute évidence au durcissement de l'autre. C'est l'année où la violence de l'extrême-gauche s'attaque à des personnes autre que les simples policiers : meurtre et enlèvements.
De plus, les Brigades rouges entrent en scène. Jusque-là, leurs actions étaient les mêmes que celles des autres groupes activistes, mais le 3 mars 1972 survient leur première séquestration, celle du dirigeant de la Sit Siemens Idalgo Macchiarini, relâché le jour même. 
Comme en Allemagne, le premier semestre est l'occasion de débats intenses sur le recours à la violence au sein de l'extrême gauche, interpellée par la séquestration d'ldalgo Macchiarini et peu après par la mort accidentelle de l'éditeur Giangiacomo Feltrinelli alors qu'il posait une bombe.

#### L'assassinat du commissaire Calabresi
Dès le lendemain de la mort de Giuseppe Pinelli, Lotta Continua lance une campagne qui proclame qu'il s'agit d'un assassinat, et, sans apporter aucune preuve, affirme que le commissaire Luigi Calabresi en est responsable. L'enquête démontrera plus tard que le commissaire n'était pas dans la pièce au moment des faits et que la chute avait été due à des causes accidentelles. Le 17 mai 1972, le commissaire Calabresi est assassiné devant son domicile. En 1988, Leonardo Marino, ex-militant de Lotta Continua, avoue avoir servi de chauffeur lors de l'assassinat de Calabresi. Il désigne, comme commanditaires de l'attentat, Adriano Sofri et Giorgio Pietrostefani, et, comme tireur, Ovidio Bompressi. Tous étaient membres de l'organisation Lotta Continua,.

### La période 1973-1980
Lotta Continua subit plusieurs scissions en 1974 et 1975 :
- les militants de La Fraction et du Courant créent le Comitato Comunista Autonomo ;
- à Naples, la Commission Prison et les Damnés de la terre créent les Nuclei Armati Proletari ;
- un autre groupe fonde les Prima Linea avec d'autres groupes ;
- un autre groupe fonde les Formazioni Armate Comuniste.

Lotta Continua rejoint en 1976 la coalition Démocratie prolétarienne en vue des élections générales. Mais le scrutin est une déception pour la coalition d'extrême gauche, qui n'obtient que 1,5 % des voix ; ce médiocre résultat contribue à la disparition de Lotta continua, qui s'auto-dissout la même année en tant que groupe politique. Son journal continue néanmoins à paraître jusqu'en 1982.
De nombreux membres de Lotta Continua, au cours des années 1980, ont abandonné l'idéologie d'origine pour devenir sympathisants du Parti socialiste italien, soutenant en particulier les positions de son secrétaire Bettino Craxi, après avoir milité au Parti radical (Marco Boato et Mimmo Pinto), ou travaillé à la télévision (Rai ou Fininvest) ou dans divers journaux. Quelques-uns seulement, comme Marco Revelli ou Fulvio Grimaldi, ont adhéré au Parti de la refondation communiste.